# SNCF BB 10004
Die BB 10004 war eine französische Elektrolokomotive der Société nationale des chemins de fer français (SNCF), für den Einsatz auf dem mit Wechselstrom von 25 kV 50 Hz elektrifizierten Streckennetz, die als Prototyp für die Erprobung von durch Thyristoren gesteuerte Umrichter und Synchronmotoren (Drehstrommotoren) diente.

## Geschichte
Die Prototyp Lokomotive wurde im Jahr 1982 aus der Lokomotive BB 15055 umgebaut. Die Erprobung ergab die besseren Ergebnisse als die zeitgleich erprobte Prototyp Lokomotive BB 10003 mit Asynchronmotoren.
Der Anstrich und damit das Erscheinungsbild der Baureihe BB 15000 wurde beibehalten. Jedoch wurde die Grundfarbe im Zusammenhang mit dem Umbau auf blau ergänzt mit orangen Bändern statt rot ergänzt mit orangen Bänden geändert. Im Jahre 1989 wurde die Prototyp Lokomotive wieder in ihren ursprünglichen Zustand zurückgebaut und erhielt wieder die Nummer 15055.
Auf der Grundlage der Technologie der BB 10004 wurden 1985 und 1986 die beiden Prototypen BB 20011 und 20012 erbaut. Die beiden Zweisystem-Lokomotiven für Gleichstrom 1,5 kV und Wechselstrom von 25 kV mit 50 Hz dienten dann als Grundlage für die ab dem Jahre 1988 erbauten Zweisystem-Baureihe BB 26000 Sybic.